# ستيوارت وليامز (دراج)
ستيوارت وليامز (بالإنجليزية: Stuart Williams) هو دراج نيوزيلندي، ولد في 19 سبتمبر 1967 في أوكلاند في نيوزيلندا.

## وصلات خارجية
- ستيوارت وليامز على موقع أرشيف الدراجات (الإنجليزية)
- ستيوارت وليامز على موقع أوليمبيديا (الإنجليزية)